# Olof Skoog
Björn Olof Skoog, född 6 september 1962, är en svensk diplomat. Han var sedan mars 2015 Sveriges ambassadör vid Förenta nationerna och sedan november 2019 utsedd att leda EU:s delegation vid FN.
Skoog har tjänstgjort på Utrikesdepartementet sedan 1988 och bland annat tjänstgjort i Havanna, vid ESK-delegationen i Wien, och som ambassadråd på svenska FN-representationen i New York 1997-2000 samt som ambassadör i Bogotá 2000-2004, sidoackrediterad till Quito. År 2004 blev han utrikesråd och chef för den politiska avdelningen på Utrikesdepartementet, en funktion han behöll till 2007 när han bytte arbete med Björn Lyrvall.
Skoog var ambassadör och Sveriges ständiga representant vid Kommittén för utrikes- och säkerhetspolitik (KUSP) 2007-2010. Han tjänstgjorde då vid Sveriges ständiga representation vid Europeiska unionen i Bryssel och representerade Sverige i KUSP, vilket är det centrala organet i unionens krishantering och som samordnar militära och civila insatser. I november 2010 utnämndes han till Europeiska unionens förste permanenta ordföranden i KUSP. Den permanenta ordförandeposten tillkom efter Lissabonfördraget ikraftträdande och i samband med att Europeiska utrikestjänsten inrättades.
Han tillträdde 2013 tjänsten som Europeiska unionens ambassadör i Indonesien och Brunei samt till ASEAN. 
Han är gift med Johanna Brismar Skoog, ambassadör vid Sveriges ambassad i Brasília.

## Utmärkelser
- H.M. Konungens medalj i guld av 12:e storleken med Serafimerordens band (Kong:sGM12mserafb 2021) för framstående insatser inom svensk utrikesförvaltning[4]